# La Canée (district régional)
Pour la ville, voir La Canée.
Le district régional de La Canée (grec moderne : Περιφερειακή ενότητα Χανίων) est l'un des quatre districts régionaux de la périphérie de Crète, en Grèce. Il a succédé au nome de La Canée au 1er janvier 2011 dans le cadre de la réforme Kallikratis. Il couvre le quart ouest de l’île, est frontalier du district régional de Réthymnon (district régional) et est bordé au nord par la mer de Crète et au sud par la mer de Libye. Sa capitale est La Canée (Chaniá). Ce nome comprend l’île de Gavdos, le point le plus au sud d’Europe.
Avant la suppression des provinces de Grèce en 2006, le nome de La Canée était divisé en 5 provinces : Apokóronas, Kissamos, Kydonia, Sélino et Sfakiá.

## Dèmes (municipalités)

Carte des dèmes du district régional de La Canée depuis la réforme Kallikratis

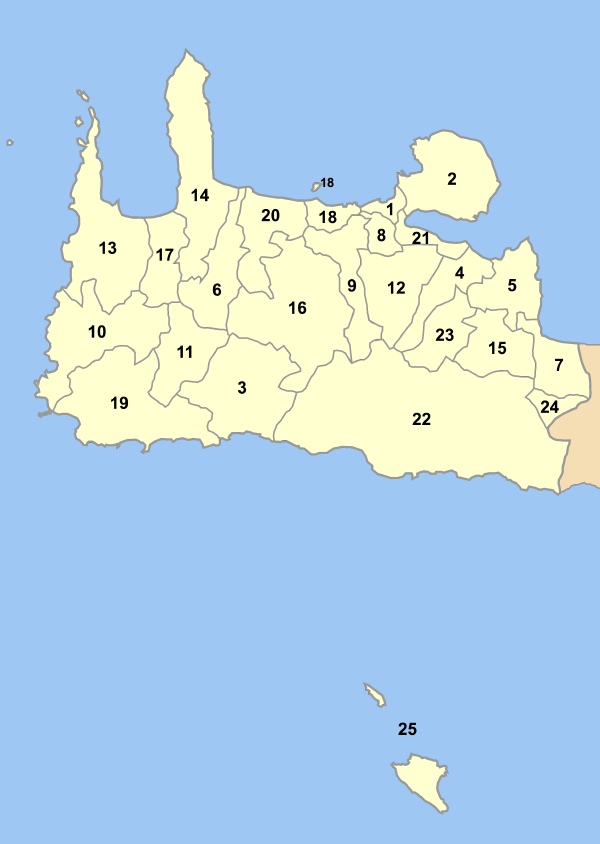
Carte des dèmes du nome de La Canée avant la réforme Kallikratis, qui sont les districts municipaux actuels

Lors de la réforme Kallikratis (2011), les anciens 23 dèmes et 2 communautés du nome de La Canée sont fusionnés en 7 nouveaux dèmes, dont ils deviennent des districts municipaux. Les numéros correspondent à leur emplacement sur la carte.
| Nouveau dème      | Chef-lieu                               | District municipal      | Code YPES | Chef-lieu (si différent) | Code postal | Préfixe tél. |
| ----------------- | --------------------------------------- | ----------------------- | --------- | ------------------------ | ----------- | ------------ |
| 2.Apokoronas      | Vryses (siège historique: Vamos)        | 4.Armeni (en)           | 5303      | Kalives                  | 730 08      | 28250-3      |
| 2.Apokoronas      | Vryses (siège historique: Vamos)        | 24.Así Goniá            | 5304      |                          | 740 55      | 28310-4      |
| 2.Apokoronas      | Vryses (siège historique: Vamos)        | 23.Fres                 | 5324      |                          | 730 06      | 28210-7      |
| 2.Apokoronas      | Vryses (siège historique: Vamos)        | 7.Georgioupoli          | 5308      | Kournas                  | 730 07      | 28250-9      |
| 2.Apokoronas      | Vryses (siège historique: Vamos)        | 16.Kryonerida           | 5316      | Vryses                   | 730 07      | 28250-5      |
| 2.Apokoronas      | Vryses (siège historique: Vamos)        | 5.Vamos                 | 5305      |                          | 730 08      | 28250-2      |
| 1.La Canée        | La Canée                                | 2.Akrotiri              | 5301      | Pythari                  | 731 00      | 28210-6      |
| 1.La Canée        | La Canée                                | 1.La Canée              | 5325      |                          | 731 00      | 28210-2 à 7  |
| 1.La Canée        | La Canée                                | 8.Elefthérios Venizélos | 5309      | Mourniés                 | 733 00      | 28210-9      |
| 1.La Canée        | La Canée                                | 12.Keramia              | 5313      | Gerolakkos               | 731 00      | 28210        |
| 1.La Canée        | La Canée                                | 18.Néa Kydonía          | 5319      |                          | 731 00      | 28210-3      |
| 1.La Canée        | La Canée                                | 21.Souda                | 5322      |                          | 732 00      | 282210-2     |
| 1.La Canée        | La Canée                                | 9.Thérissos             | 5310      | Vamvakopoulo             | 731         | 28210-9      |
| 3.Gavdos          | Gavdos                                  | 25.Gavdos               | 5307      |                          | 730 01      | 28230-4      |
| 4.Kándanos-Sélino | Paléochora (siège historique: Kándanos) | 11.Kándanos             | 5312      |                          | 730 04      | 28220-3      |
| 4.Kándanos-Sélino | Paléochora (siège historique: Kándanos) | 19.Pelekános            | 5320      | Paléochora               | 730 01      | 28230-2      |
| 4.Kándanos-Sélino | Paléochora (siège historique: Kándanos) | 3.Sélino oriental       | 5302      | Kampanos                 | 730 09      | 28230-5      |
| 5.Kissamos        | Kissamos                                | 10.Innachório           | 5311      | Élos                     | 730 13      | 28220-6      |
| 5.Kissamos        | Kissamos                                | 13.Kissamos             | 5314      |                          | 734 00      | 28220-2      |
| 5.Kissamos        | Kissamos                                | 17.Mýthimna             | 5318      | Drapaniás                | 730 04      | 28220-3      |
| 6.Platanias       | Gerani (en)                             | 14.Kolymvári            | 5315      | Kolymvari                | 730 06      | 28240-2      |
| 6.Platanias       | Gerani (en)                             | 16.Mousouri (en)        | 5317      | Alikianos                | 730 05      | 28220-3      |
| 6.Platanias       | Gerani (en)                             | 20.Platanias            | 5321      | Gerani                   | 730 04      | 28210-6      |
| 6.Platanias       | Gerani (en)                             | 6.Voukoliés             | 5306      |                          | 730 02      | 28240-3      |
| 7.Sfakia          | Chora Sfakion                           | Sfakia                  | 5323      | Chora Sfakion            | 730 11      | 28250-9      |